# Форд, Джайнин
Джайнин Мари Форд (англ. Jineane Marie Ford; род. 1960, Гилберт, Аризона) — американская актриса

, предприниматель и фотомодель; победительница конкурса красоты «Мисс США 1980».

## Биография
Выросла на ферме в Гилберт, штат Аризона. Она выращивала телят и участвовала в родео и бочковые гонки. Она состояла в Future Farmers of America и стала зарегистрированным резаком мяса в старшей школе.

## Конкурсы
Победила в звании Королева Fiesta Bowl 1978-79. До победы Мисс Аризона, посещала Mesa Community College. Она представляла штат на национальном конкурсе Мисс США, который транслировался по телевидению в прямом эфире из Билокси.
Форд продемонстрировал прекрасное представление в предварительном раунде соревнований и заняла восьмое место, среди лучших двенадцати полуфиналисток, которые были определены в ночь перед финалом. Она также была лауреатом премии «Мисс Фотогеничность».
В каждом из трёх конкурсов, выходил в пятёрку лучших претенденток: лучшим выходом был в вечернем платье, где она стала второй. В итоге, победительницей стала Мисс Южная Каролина — Шоун Уэтерли.
В июле 1980 года, Уэтерли завоевала титул Мисс Вселенная 1980 и титул Мисс США перешёл к Первой Вице Мисс. Поскольку эти два соревнования являются родственными, две американские победительницы проживали в одной квартире в Нью-Йорке, так как была частью призового пакета.

## Актёрская карьера
После передачи короны следующей претендентки, продолжила работу в сфере развлечений. Ища работу актрисой, она работала мясником в супермаркете Vons, в Южной Калифорнии. Она получила роль в нескольких сериалах и телевизионных фильмах.

## ТВ новости
Затем она решила вернуться в Аризону, где начала долгую карьеру на местном телевидении. Работала на KTVK и затем на KPNX 12 News в Фениксе в 1991 году. Она проработала на станции до 2 января 2007 года, когда она оставила работу в KPNX, для того, чтобы больше времени проводить с семьей и уделить времени своему бизнесу.

### Награды
В 2016 году, была включена в Arizona Broadcasters Association Hall of Fame.

## Личное
Она также является владельцем бизнеса, купив старейший лодж-домик в штате Аризона, восстановив его и открыв в нём бизнес. Она управляет рестораном Mama Bears и Honey Bear Antiques and Lodge в Pinetop-Lakeside. Дважды выходила замуж. От первого брака остались сыновья — Коди и Остин. Во второй раз вышла замуж за Керри Росса.

## Фильмография
| Год  | Оригинальное название | Название на русском языке | Роль                            | Примечание |
| ---- | --------------------- | ------------------------- | ------------------------------- | ---------- |
| 1982 | Falcon Crest          | Фэлкон Крест              | Молодая Корделл Уокер           |            |
| 1982 | The Dukes of Hazzard  | Дюки из Хаззарда          | Девушка                         |            |
| 1983 | Laverne & Shirley     | Лаверна и Ширли           | Терри                           |            |
| 1984 | Remington Steele      | Ремингтон Стил            | Блондинка                       |            |
| 1984 | "Benson"              | Бенсон                    | Тауни (Miss Downtown Retailers) |            |
| 1984 | Chattanooga Choo Choo | —                         | Мэри Лу                         |            |
| 1986 | Riptide               | —                         | Лиза                            |            |